# Radość najpiękniejszych lat
„Radość najpiękniejszych lat” – czwarty singel Anny Jantar z albumu Zawsze gdzieś czeka ktoś, wydany w 1977 roku. 
Autorem tekstu jest Janusz Kondratowicz, a kompozycję napisał mąż wokalistki – Jarosław Kukulski. Utwór zajmował 10. miejsce na Polskiej Liście Przebojów. Wykonany w 2000 roku przez córkę wokalistki – Natalię Kukulską – zajmował 2. miejsce na Liście Przebojów Radia PiK.
Covery do tego utworu wykonały: córka Anny Jantar – Natalia Kukulska, Kasia Kurzawska, Joanna Liszowska, Joanna Jabłczyńska, Agnieszka Lempa, Izabela Krzewińska, Ania Dąbrowska, Natalia Kryś, Kinga Szaniawska, Karolina Zielińska, Anna Żebrowska i Weronika Tułowiecka.

## Twórcy
- Wykonanie oryginalne: Anna Jantar
- Autorzy tekstu: Janusz Kondratowicz i Wojciech Jagielski
- Kompozytor: Jarosław Kukulski